# Palais Chotek
Das Palais Chotek befindet sich im 9. Wiener Gemeindebezirk Alsergrund, Währinger Straße 28.

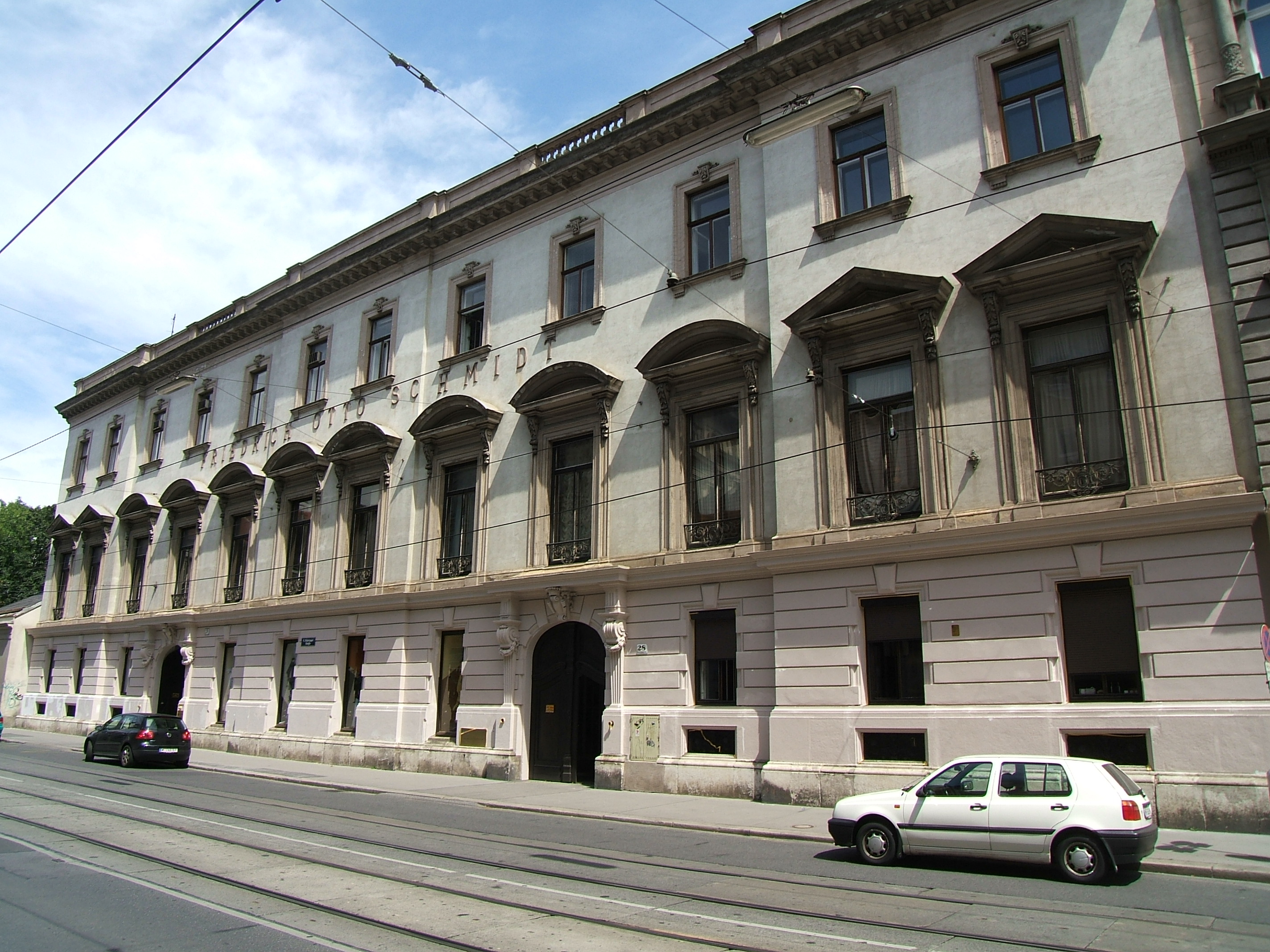
Palais Chotek

## Geschichte
Das Palais wurde in den Jahren 1871 bis 1874 von Lothar Abel für Otto Graf Chotek (1816–1889) als langgestreckter, einstöckiger strenghistoristischer Bau im Stil der Neu-Wiener Renaissance erbaut. Später wurde das Palais aufgestockt und ab dem Jahr 1891 an die Firma Friedrich Otto Schmidt, Atelier für antike Wohnungseinrichtungen vermietet, die es 1904 als ständigen Firmensitz erwarb. Die Firma zählte zu den führenden Möbeldesignern der Gründerzeit und arbeitete mit vielen namhaften Künstlern zusammen, unter anderem mit Adolf Loos. 1945 wurde das Palais stark zerstört, jedoch in den folgenden Jahren restauriert.

## Beschreibung
Die Fassade des Palais ist durch einen zweiachsigen Mittel- und zwei Seitenrisalite gegliedert. Über einem gebänderten Sockelgeschoß mit verkröpftem Gurtgesims erheben sich die hohen französischen Fenster der Beletage mit Konsolgesimsen und Segmentgiebel- oder Dreiecksgiebelverdachung. Die Fenster der obersten Etage sind durch Sohlbankgesimse und Fratzenkeilsteine akzentuiert. Eine Attikabrüstung, stellenweise von Balustern unterbrochen, schließt die Fassade ab. In der Sockelzone führen zwei seitliche Portale flankiert von kannelierten Pilastern mit Voluten in die Einfahrt. Von dort führt eine Stiege mit Marmorbalustrade in die Beletage. Der Speisesalon ist noch mit einer originalen Vertäfelung und Holzkassettendecke der Firma Friedrich Otto Schmidt ausgestattet. Der ehemalige Garten ist fast völlig verbaut und die Seitentrakte dienen als Werkstätten.